# Heiser Ridge
Heiser Ridge (in lingua inglese: Dorsale di Heiser) è una stretta dorsale montuosa, lunga 9 km, che si trova a metà strada tra West Prongs e Hudson Ridge, nel Neptune Range, che fa parte dei Monti Pensacola in Antartide. 
La dorsale è stata mappata dallo United States Geological Survey (USGS) sulla base di rilevazioni e foto aeree scattate dalla U.S. Navy nel periodo 1956-66.
La denominazione è stata assegnata dall'Advisory Committee on Antarctic Names (US-ACAN) in onore di James R. Heiser, ingegnere topografico che faceva parte del gruppo che conduceva studi nel Neptune Range, nell'estate 1963-64.